# Người bảo vệ

Áp phích phát hành tại Việt Nam.

Người bảo vệ (tựa tiếng Anh: The Protector) là một bộ phim hành động võ thuật Thái Lan năm 2005 do Tony Jaa đóng vai chính, Prachya Pinkaew làm đạo diễn kiêm sản xuất, người cũng đạo diễn bộ phim trước đó của Jaa là Truy tìm Tượng Phật.
Như với Ong-Bak, các trận đánh được chỉ đạo bởi Jaa và người cố vấn của anh, Panna Rittikrai. Bộ phim chính thức khởi chiếu từ ngày 11 tháng 8 năm 2005.

## Nội dung
Kham là người cuối cùng trong một gia đình chuyên trông coi voi chiến của Vua Thái Lan. Theo truyền thống, những con voi hoàn hảo nhất có thể bảo vệ ngai vàng, người chăm sóc tốt sẽ được nuôi dạy chúng. Kham lớn lên với tình yêu thương dành cho voi lớn Por Yai và voi con Kohrn, xem chúng như người thân trong gia đình. Trong lễ hội Songkran, Suthep - một nghị sĩ địa phương hợp tác với bọn săn trộm bắt cả hai con voi đi. Kham tấn công vào nhà Suthep, Suthep sợ hãi khai ra rằng hai con voi đang ở trong tay Johnny, một tên xã hội đen người Việt Nam đang điều hành nhà hàng Tom Yum Goong Otob ở Sydney, Úc.
Kham đến Sydney để đi tìm hai con voi và bị bắt làm con tin bởi tên cướp bị truy nã giả dạng tài xế taxi. Sĩ quan cảnh sát Mark, một người gốc Thái, và cộng sự của anh Rick ngăn chặn tên cướp. Thanh tra Vincent bắn chết tên cướp rồi ra lệnh cho hai viên cảnh sát kia đuổi theo bắt Kham. Trên xe, họ thấy Johnny ở nhà hàng Tom Yum Goong. Kham bảo hai viên cảnh sát bắt Johnny nhưng Mark nói rằng Kham không có bằng chứng. Kham tìm cách thoát khỏi chiếc xe cảnh sát rồi đuổi theo Johnny. Kham làm hỏng một cuộc giao dịch mua bán ma túy của Johnny, Johnny tức giận cho triệu tập những tên côn đồ chơi thể thao mạo hiểm để đánh Kham. Là một cao thủ Muay Thái, Kham dễ dàng hạ gục bọn côn đồ. Sau khi đánh bại bọn côn đồ, Kham kiệt sức và ngủ gục trong con hẻm. Cô gái mại dâm tên Pla đưa anh về căn hộ của cô. Anh có một giấc mơ về trận chiến lịch sử liên quan đến voi chiến và Jaturangkabart, những chiến binh bảo vệ voi. Khi Pla rời đi, Kham thức dậy nghe tiếng xe cảnh sát và tẩu thoát. Mark và Rick được giao nhiệm vụ bảo vệ Ủy viên cảnh sát trong cuộc gặp mặt giữa ông ta và ông Sim. Tại đây Pla làm vũ công phục vụ cho hai người đàn ông. Ủy viên và ông Sim bị mưu sát bởi một người thanh niên do Vincent thuê. Vụ giết người đã được máy quay của Ủy viên quay lại. Vincent giết Rick và định đổ tội cho Mark. Mark bỏ chạy nhưng sau đó cũng bị bắt.
Với sự giúp đỡ của Pla, Kham xông vào nhà hàng Tom Yum Goong. Anh chiến đấu qua nhiều nhóm bảo vệ, lên đến tầng cao nhất gặp được Johnny. Kham đánh gục Johnny và đám thuộc hạ của hắn. Anh vào kho chứa hàng thì thấy có nhiều động vật chuẩn bị đem ra làm thịt. Kham tìm thấy Mark và Kohrn, họ cùng nhau chạy thoát trước khi cảnh sát đến. Trong khi đó Madame Rose trở thành thủ lĩnh mới của tổ chức xã hội đen Trung Quốc sau khi ả giết hai người xứng đáng thừa kế.
Vincent ra lệnh cho lực lượng cảnh sát truy tìm Kham và Mark, những người đang ẩn nấp trong một ngôi chùa Phật giáo. Khi cả hai rời đi, ngôi chùa bị đốt cháy bởi Vincent và thuộc hạ của hắn. Cảm thấy ngôi chùa đang gặp nguy hiểm, Kham và Mark quyết định quay lại. Khi họ về đến chùa, Kham phải chiến đấu với ba tên sát thủ: một tên cao thủ Capoeira, một tên cao thủ Wushu cầm đao và một tên đô vật to lớn. Kham đã hạ gục hai tên sát thủ hạng nhẹ nhưng không thể đánh bại tên đô vật. Khi cảnh sát đến, Kham và Mark tiếp tục bỏ chạy.
Kham xông vào tòa nhà của Madame Rose. Kohrn dọa mọi người hoảng sợ bỏ chạy trong khi Kham đánh bọn xã hội đen. Mark muốn bắt giữ Vincent nhưng Johnny đã bắn chết Vincent để "ghi điểm". Kham vào một căn phòng lớn, thấy bộ xương của Por Yai được trưng bày với nhiều đồ trang sức như là món quà dành cho Madame Rose. Madame Rose cho rất nhiều thuộc hạ tấn công Kham. Biến đau thương thành sức mạnh, Kham hạ gục bọn xã hội đen bằng cách tàn nhẫn là bẻ gãy tay chân của chúng. Bốn tên đô vật to lớn xuất hiện, chúng ném Kohrn qua bức tường kính và ném Kham vào bộ xương của Por Yai. Kham nhớ lại gân là phần dễ tổn thương nhất của một con voi, anh liền dùng phần bén trong khúc xương của Por Yai cắt gân của bốn tên đô vật khiến chúng gục ngã. Anh ngăn cản Madame Rose trước khi ả trốn thoát bằng máy bay trực thăng, cả hai rơi xuống căn phòng bên dưới. Kham nằm ngay bên cạnh bộ xương của Por Yai.
Mark đã được chứng nhận vô tội vì Pla đã giao máy quay cho Thanh tra Lamond. Anh có được cộng sự mới là một chàng trai người Thái. Một phóng viên phỏng vấn Mark về Kham. Mark giải thích rằng người Thái yêu thương loài voi như anh em của họ, họ ghét ai làm tổn thương chúng. Người Thái yêu hòa bình nhưng không thích ai lấy đi quyền tự do của họ. Cuối cùng Mark đã được đoàn tụ với Kohrn.

## Diễn viên
- Tony Jaa vai Kham
  - Nutdanai Kong vai Kham lúc 9 tuổi
- Sotorn Rungruaeng vai Cha của Kham
- Phechtai Wongkhamlao vai Trung sĩ Mark
- Bongkoj Khongmalai vai Pla
- Kim Tinh vai Quý bà Rose
- Damian De Montemas vai Thanh tra Vincent
- Johnny Trí Nguyễn vai Johnny
- David Asavanond vai Sĩ quan Rick
- Nathan Jones vai T.K